# Deutschmeister-Regimentsmarsch
Der Deutschmeister-Regimentsmarsch (gelegentlich auch als Deutschmeistermarsch bezeichnet) ist ein 1893 komponierter Militärmarsch und die bekannteste Komposition des Österreichers Wilhelm August Jurek. Seinen Namen hat der Marsch vom Hoch- und Deutschmeister genannten K.u.k. Infanterie-Regiment Hoch- und Deutschmeister Nr. 4, dem Jurek zur Entstehungszeit des Marsches angehörte. Bis heute gehört der Deutschmeister-Regimentsmarsch zu den beliebtesten Militärmärschen und zum Standardrepertoire vieler Militär- und Zivilkapellen. Er ist nicht mit dem Hoch- und Deutschmeister-Marsch von Dominik Ertl zu verwechseln.

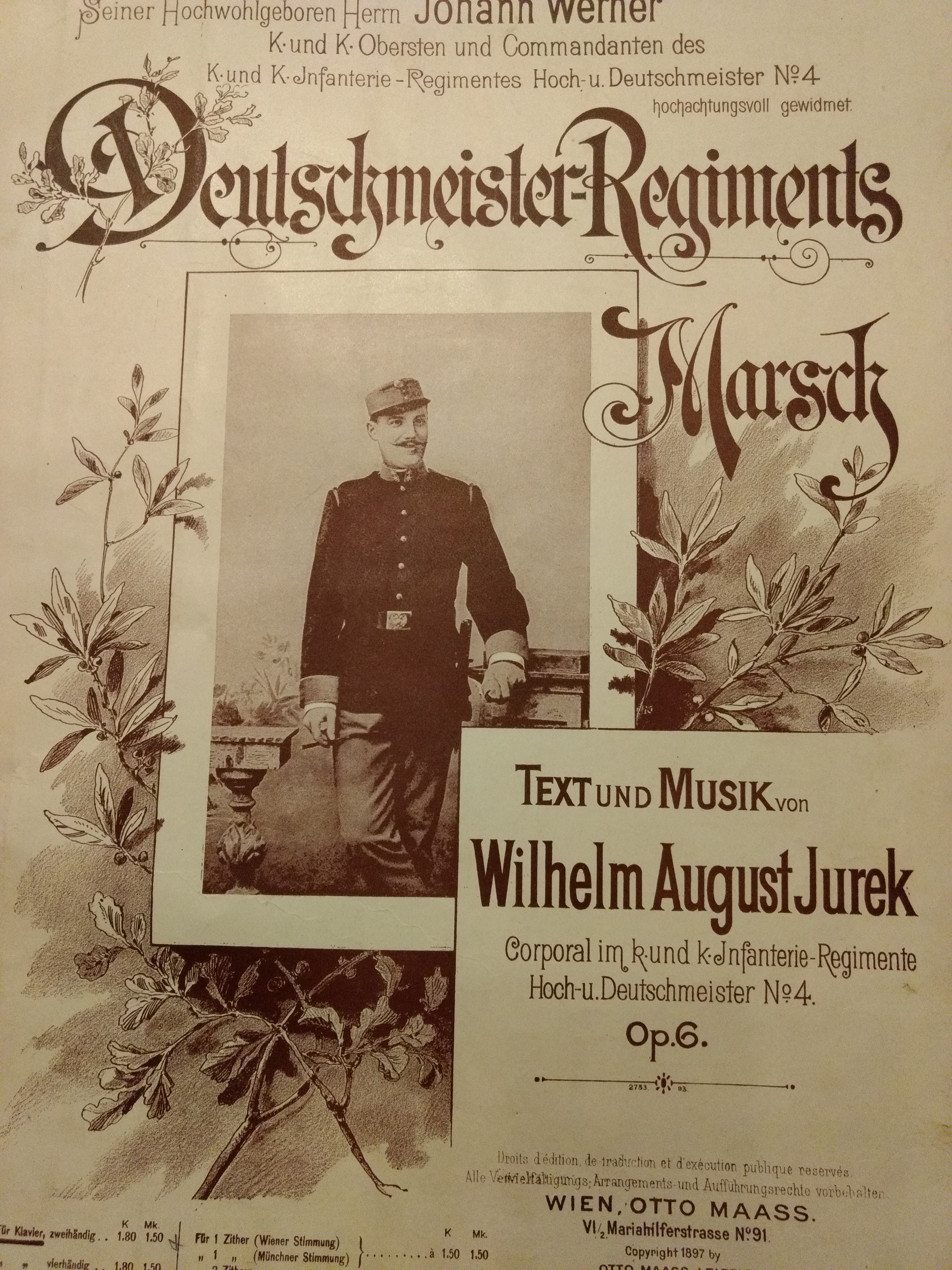
Deckblatt der Wiener Ausgabe von 1897

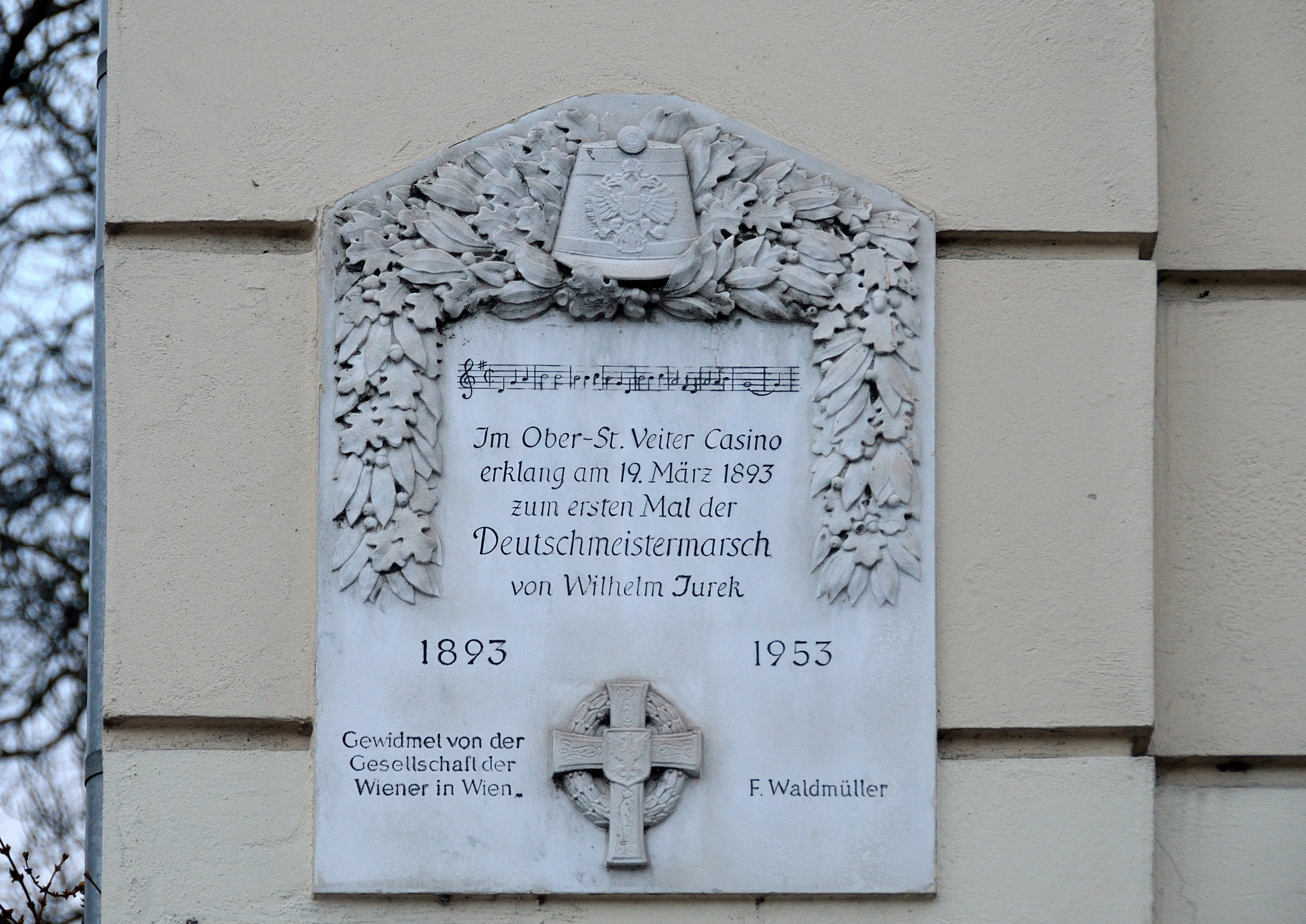
Gedenktafel an der Hietzinger Hauptstraße 141

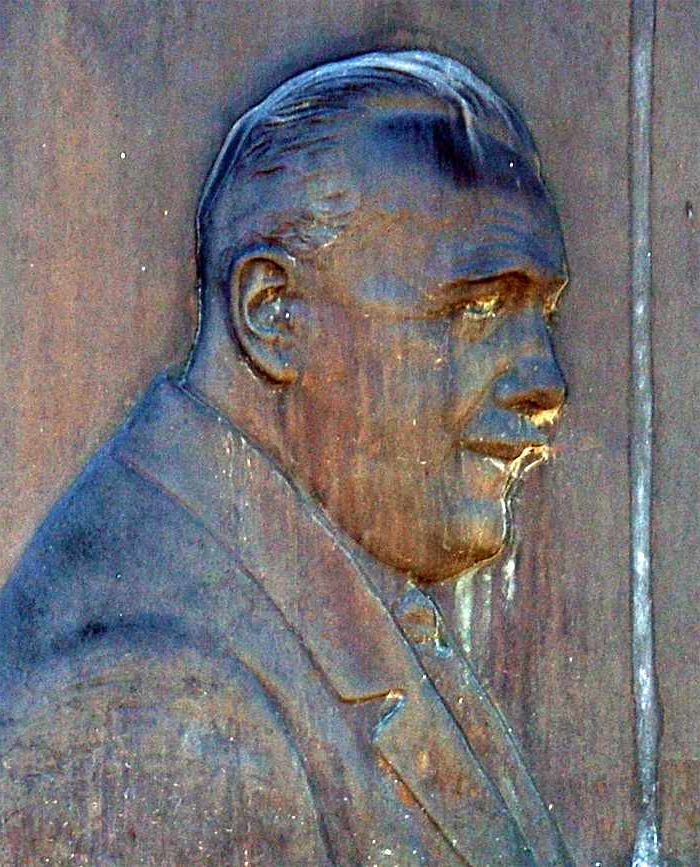
Relief von Wilhelm August Jurek an seinem Grab auf dem Wiener Zentralfriedhof

## Uraufführung
Seine Uraufführung erlebte der Deutschmeister-Regimentsmarsch am 19. März 1893. Die Umstände dieser Premiere waren eher ungewöhnlich: Der Marsch wurde nicht etwa von einer Militärkapelle gespielt, sondern vom damals 23-jährigen Komponisten am Klavier vorgetragen und gesanglich von einem Kameraden namens Auerböck präsentiert. Jurek hatte gleich einen Text zum Marsch geschrieben, der ihn zum Regimentsmarsch der Hoch- und Deutschmeister geradezu prädestinierte: Im Refrain wird die Zeile Mir san vom ka und ka Infanterie-Regiment Hoch- und Deutschmeister Nummero Vier wiederholt gesungen.  
Die eingängige Melodie und der leicht zu merkende Text sorgten dafür, dass der Marsch schnell zum Schlager wurde und rasche Verbreitung fand. So fand er schließlich auch Eingang in das Repertoire der Musikkapelle des Deutschmeister-Regiments. 
Die Uraufführung fand dabei nicht im Rahmen eines offiziellen Konzertabends statt, sondern bei einer Feier von Angehörigen des Regiments im Kasino von Ober Sankt Veit. Auf dem Gebäude (heute ein Drogeriemarkt) prangt eine Gedenktafel mit dem Wortlaut „Im Ober-St. Veiter Casino erklang am 19. März 1893 zum ersten Mal der Deutschmeistermarsch von Wilhelm Jurek“.

## Entstehungslegende
Keineswegs gesichert, aber hartnäckig verbreitet ist die Legende, dass Jurek die Idee zum Deutschmeister-Regimentsmarsch beim Stempeln gehabt haben soll. Nach einem Bericht eines Hauptmanns Wunsch vom Hoch- und Deutschmeister-Regiment stempelte Korporal Jurek die Urlaubsscheine für die Soldaten seines Regiments und im Gleichtakt des Bumm-Bumm des Stempelvorgangs brachte er rhythmisch stets die Zeile „Mir san vom k. und k. Infanterie-Regiment Hoch- und Deutschmeister Nummero Vier“ unter, bis schließlich die Melodie zum Trio des Marsches entstanden war.

## Film
Die Entstehungsgeschichte des Deutschmeister-Regimentsmarsches steht im Mittelpunkt des Films Die Deutschmeister mit Romy Schneider, wobei hier die historisch nicht gesicherte Legende vom stempelnden Jurek verarbeitet wird. Der im Film gesungene Text ist gegenüber Jureks Originaltext an einigen Stellen verändert.

## Text
Mir san vom vierten Regiment, gebor’n san mir in Wean!

Wir hab’n unser liab’s Vaterland und unsern Kaiser gern!

Und fangens wo mit Österreich zum Kriegführ’n amal an,

So haut a jeder von uns drein, so viel er dreinhaun kann.

Die Schlacht, zum Beispiel bei Kolin, wie’s jeder wissen thuat,

Beweist doch gleich, was all’s im Stand is’s Weanabluat.

Und so wie’s die vor uns hab’n g’macht, so kämpfen wir auch heut’

Und geb’n ’n letzten Tropfen Bluat für’s Vaterland voll Freud!

Refrain

|: Mir san vom k und k Infantrie-Regiment

Hoch und Deutschmeister Numm’ro vier! :|

2. Im Frieden jetzt da geht’s uns gut, san immer voll Hamur

Und müss’ mir a im Sommer oft sehr zeitlich in der Fruh

Von unsern Strohsack h’runter steig’n, das kann uns nix genier’n,

Denn kaum, dass mir recht munter san, schon unser’n „Schwarzen“ krieg’n.

Is a der Übungsmarsch sehr gross, fühl’n mir ka Müdigkeit,

Weil stets bei unser’n Regiment is da zum Zeitvertreib

A Mann in jeden Zug ganz g’wiss, der in der „unter’n“ Lad

Zum Lachen und zum Weinen oft a Menge G’spass d’rinn hat.

Refrain

3. Und an an Sonntag Nachmittag in der Extra-Montur,

Im Sack unser’n Erlaubnisschein bis sieb’ne in der Fruah,

Im Arm a Maderl, wie a Fee, so lieb und wunderschön,

So können s’uns von Numm’ro vier beim Heurig’n draussen seh’n!

Doch wenn wir amal älter san und unser’n Abschied hab’n,

So sag’n wir jedem voller Stolz, wir war’n bei d’Edelknab’n,

Hab’n treu und brav in Kaisers Rock gedient für’s Vaterland

Und hab’n dem vierten Regiment gar niemals g’macht a Schand!

Refrain